# Albert S. Marks

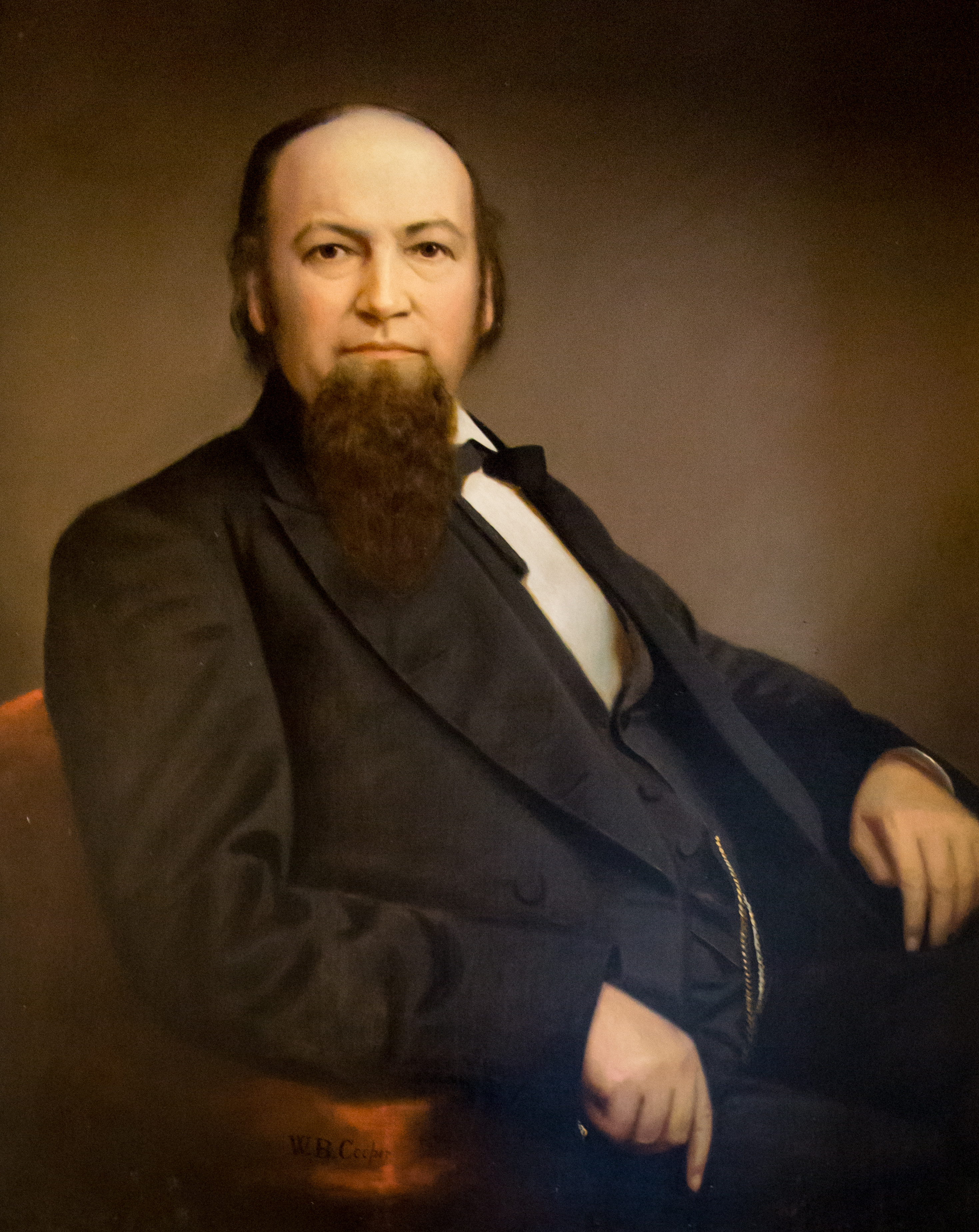
Albert S. Marks.

Albert Smith Marks, född 16 oktober 1836 i Daviess County, Kentucky, död 4 november 1891 i Nashville, Tennessee, var en amerikansk demokratisk politiker. Han var guvernör i delstaten Tennessee 1879-1881.
Marks studerade juridik och inledde 1858 sin karriär som advokat i Tennessee. Han deltog i amerikanska inbördeskriget i Amerikas konfedererade staters armé, befordrades till överste men blev under kriget skadad och invalid.
Marks kandiderade inte till en andra mandatperiod som guvernör utan återvände till arbetet som advokat.